# Point No. 1
Point #1 este primul album Chevelle. Este si primul album Chevelle sub marca Squint Entertainment.
Multi fani au comparat trupa cu formatie rock-progresiv,Tool cand acest album a fost lansat. O comparatie include vocea lui Pete de pe album, care,ca si a lui Maynard James Keenan, trece de la calma si armonioasa la un urlet brutal in secunde. Alta comparatie exista datorita videoclipului pentru cantecul "Mia", care, ca toate videoclipurile celor de la Tool ,a fost animat in aceeasi maniera

## Lista Piese
1. "Open" - 2:01
2. "Point No.1" - 4:21
3. "Prove to You" - 3:15
4. "Mia" - 2:19
5. "Skeptic" - 4:05
6. "Anticipation" - 3:07
7. "Dos" - 6:29
8. "Long" - 4:36
9. "Blank Earth" - 5:26
10. "Sma" - 2:54
11. "Peer" - 4:08

## Pozitii Topuri
Single-uri - Billboard Music Charts (America de Nord)
| An   | Piesa      | Top                    | Pozitie |
| ---- | ---------- | ---------------------- | ------- |
| 2000 | "Point #1" | Mainstream Rock Tracks | 40      |